# نیکولو کامپریانی
نیکولو کامپریانی (ایتالیایی: Niccolò Campriani؛ زادهٔ ۶ نوامبر ۱۹۸۷) یک تیرانداز اهل ایتالیا است که در رشتهٔ تفنگ فعالیت می‌کند. او در المپیک ۲۰۱۲ در تفنگ ۵۰ متر سه وضعیت و تفنگ بادی ۱۰ متر، مدال‌های طلا و برنز به دست آورد. هم‌چنین در المپیک ۲۰۱۶ در هر دو رشته مدال طلا را کسب کرد.